# Орден Светог Саве (Српска православна црква)
Орден Светог Саве је највише одликовање које додељује Српска православна црква. Орден је установљен у време патријарха Германа. Сви патријарси су носиоци највишег реда овог ордена.

## Историја
Поводом прославе 800-годишњице рођења Светог Саве установљен је 1985. године, орден који носи име овог Светитеља, којим се одликују духовна и световна лица за нарочите заслуге за Српску православну цркву.
Идејно решење за ово одликовање дао је Андра Миленковић, чији је предлог усвојен између пет приспелих на расписани конкурс. Величина ордена који је по облику комбинација малтешког и звездастог крста је 5х4,5 cm, без митре, док је лента која је у бојама српске тробојке, широка 2,3 cm. Орден има три степена идентична по изгледу и величини, сем по боји емајла. Први степен има белу, други црвену а трећи плаву боју.
Истом одлуком је стављено у дужност Светом Архијерејском Синоду да изради овај орден, као и да напише Уредбу о његовом додељивању. Свети Архијерејски Синод је приступио послу и већ наредне године за прво редовно заседање Светог Архијерејског Сабора орден је био искован.
У поменутој Уредби о одликовању овим Орденом, поред осталог, стоји: одлуком Светог Архијерејског Сабора одликују се, а на предлог једног или више чланова Светог Архијерејског Сабора, патријарх и архијереји Српске православне цркве, а сва остала духовна и световна лица, као и установе, одликују се одлуком Светог Архијерејског Синода, а на предлог надлежног архијереја. Иста Уредба предвиђа да се сва духовна и световна лица из реда других цркава и земаља одликују одлуком Светог Архијерејског Синода.
Орден се додељује декретом и граматом Светог Архијерејског Сабора, односно Светог Архијерејског Синода, а у грамати се најкраће наводе заслуге оних лица којима се исти додељује. Ове грамате потписује Патријарх, односно његов заменик – члан Светог Архијерејског Синода.
Уредба је предвидела да лице које је примило орден нижег степена, може за своје веће заслуге примити и ордене вишег степена, али под условом да су прошле најмање три године од ранијег одликовања.
Први који су одликовани овим орденом 21. јуна 1988. били су епископ браничевски Хризостом, епископ средњозападни амерички Фирмилијан, протојереј-ставрофор др Душан Кашић, протојереј-ставрофор др Благота Гардашевић, професор Светозар Душанић, професор Богољуб Ћирковић, др Љубомир Дурковић Јакшић и др Недељко Кангрга.

## Одликовани
- Никола Тесла, српски проналазач
- Лаврентије Трифуновић , блаженопочивши епископ Шабачки , Орден Светог Саве првог реда , додељен 30. јула 2017. године у Храму Светих апостола Петра и Павла у Шапцу , орден уручио Његова Светост патријарх Иринеј.
- Димитриј Медведев, бивши председник Руске Федерације, сада премијер[2]
- Патријарх Алексије II, бивши патријарх московски и све Русије[3]
- Владимир Путин, бивши премијер Руске Федерације, сада председник, Орден Светог Саве првог степена, додељен 23. марта 2011. године, у Храму Светог Саве
- Милорад Додик[4]
- Виктор Орбан, премијер Мађарске, на предлог владике Будимскиог Лукијана, Орден Светог Саве првог реда, додељен 5. септембра 2022. у седишту Владе Мађарске у Будимпешти, орден уручио Његова Светост патријарх Порфирије.[5][6]
- Рајко Окиљ, чиновник Министарства вера Републике Српске, Орден Светог Саве другог степена. У знак захвалности за посебно уложене напоре и поднету жртву за добро Српске православне цркве и све њене духовне деце у Републици Српској. Додељен 27. маја 1997. године.[тражи се извор]
- Александар Исајевич Солжењицин, писац, нобеловац — за неуморно сведочење истине, добра, покајања и помирења као јединог пута спасења[7]
- Јуриј Лушков, градоначелник Москве[8]
- Александар Николајевич Алексејев, амбасадор Руске Федерације у Србији — за достојанствено представљање руског народа у Србији, за показану љубав према српском православном народу и истрајно заузимање за праведно решење статуса Косова и Метохије[9]
- Сергеј Кужугетович Шојгу, руски министар за послове цивилне заштите, ванредне ситуације и отклањање последица непогода, генерал армије — за заслуге указане у хуманитарној помоћи српским избеглицама из Хрватске, БиХ, Косова и Метохије[тражи се извор]
- Међународни филмски фестивал „Златни витез“ (Москва)[10]
- Борис Игоревич Костенко, генерални директор највеће православне телевизијске станице на свету, ТВ Спас у Москви[11]
- Дејан Медаковић, председник САНУ[12]
- Ваљевска гимназија[13] (другог реда)
- Миодраг Лазић, српски хирург добровољац
- Милица Говедарица Погоржелски, Бостон, орден Светог Саве првог степена доделио патријарх Павле
- Српско (православно) пјевачко друштво „Слога“ из Сарајева — 2002. године, Орден Светог Саве првог степена, а добитник је и државног Ордена Светог Саве петог степена, 1928. године[14]
- Карл Малден, глумац
- Дејан Бодирога, кошаркаш
- Владе Дивац, кошаркаш (другог реда)
- Владета Јеротић, књижевник и психијатар
- Матија Бећковић, српски књижевник (другог реда)
- Виктор Новак, историчар и академик САНУ
- Радош Љушић, српски историчар
- Мирослав Мишковић, привредник, „Делта“
- Милка Форцан, привредник, „Делта“
- Слободан Радуловић, привредник, „Ц Маркет“
- Обрад Спремић, привредник, „Сименс“
- Драшко Петровић, привредник, „Телеком Србија“
- Ненад Богдановић, градоначелник Београда
- Марко Петровић, „Дунав осигурање“
- Синиша Николић, Дирекција за грађевинско земљиште и изградњу Београда
- Душан Чкребић, 29. децембра 2007. године.[15]
- Небојша Човић
- Станко Загорац, из Старих Бановаца, Орден Светог Саве 2. реда, уручио му 13. октобра 2019. у Цапардама - Република Српска Епископ зворничко-тузлански Г. Фотије.[тражи се извор]
- Петар Ракић, 12. новембра 2013. године.[16]
- Архив Србије, 20. фебруара 2014. године.[17]
- Мирослав Глигоријевић, привредник, „Титан Цементара Косјерић“ (другог реда)
- Добривоје Ћилерџић, протојереј-ставрофор СПЦ у Немачкој, Орден Светог Саве 1. реда добијен 1995[тражи се извор]
- Милијана Окиљ - Архитекта из Бање Луке, Завод за заштиту културно-историјског и природног насљеђа Р. Српске
- Манастир Крушедол, Орден Светог Саве првог степена, добијен 13. августа 2009. године, на петстогодишњицу постојања овог манастира
- Ивица Драгутиновић, Орден Светог Саве 2. реда добијен 13. јула 2010.[18]
- Мирко Дуброја, привредник и власник фирме Карин Комерц МД, Орден Светог Саве 3. реда добијен 28.07.2010[19]
- Милутин Гашевић, дипломирани инжењер, привредник, Орден Светог Саве 2. реда добијен 10. октобара 2010.[20]
- Новак Ђоковић, Орден Светог Саве 1. реда добијен 28. априла 2011.[21]
- Александар Конузин, Орден Светог Саве 1. реда уручен 6. фебруара 2012. у Београду.[22]
- Зоран Стевановић (начелник општине Зворник) Орден Светог Саве уручен 7. фебруара 2012. у Зворнику за залагање на изградњи Саборног храма у Зворнику.[23]
- Емир Кустурица, Орден Светог Саве 1. реда уручен 12. маја 2012. у Мркоњићима.
- Радош Бајић, Орден Светог Саве 2. реда уручен 19. фебруара 2013. у Београду од стране Његове светости Патријарха Иринеја.
- Бора Дугић, 19. фебруара 2013.[24]
- Радомир Бојанић, 19. фебруара 2013.[тражи се извор]
- Нада Милојевић, 19. фебруара 2013.[тражи се извор]
- Павле Милић, 30. јун 2013. у Подгорици[25]
- Верољуб Стевановић, Орден Светог Саве 2. реда уручен 16. новембра 2013. у Крагујевцу.
- Мирко Бабић, Орден Светог Саве 2. реда уручен 16. новембра 2013. у Крагујевцу.
- Александар Лукашенко, Орден Светог Саве 1. реда уручен 12. маја 2014. у Београду од стране Његове светости патријарха Иринеја.
- Смиља Аврамов, Орден Светог Саве 2. реда уручен 29. децембра 2014. у Београду од стране Његове светости патријарха Иринеја.[26]
- Радомир Наумов, Орден Светог Саве 2. реда уручен 29. децембра 2014. у Београду од стране Његове светости патријарха Иринеја.
- Бранислав Петровић, Орден Светог Саве 3. реда уручен 23. августа.2015. год. у Београду од стране Његове светости патријарха Иринеја.[тражи се извор]
- Милан Радуловић, Орден Светог Саве првог степена уручен 5. октобра 2006. године у Београду од стране Његове светости патријарха Павла.[27]
- Нурсултан Назарбајев, Орден Светог Саве 1. реда уручен 24. августа 2016. у Београду од стране Његове светости патријарха Иринеја.[28]
- Милорад Грчић, директор ЈП Електропривреда Србије, одликован је Орденом Светог Саве 2. степена, септембра 2017. године.[29]
- Арно Гујон, Орден Светог Саве 1. реда уручен 23. јануара 2018. у Београду од стране Његове светости патријарха Иринеја.[30]
- Телеком Србија, Орден Светог Саве 1. реда уручен 5. фебруара 2018. у Београду од стране Његове светости патријарха Иринеја.[31]
- Општина Херцег Нови, Орден Светог Саве 1. реда уручен 14. јула 2018. од стране митрополита Амфилохија.[32]
- Јован X Антиохијски, Орден Светог Саве 1. реда уручен 14. октобра 2018. од стране Његове светости патријарха Иринеја.[33]
- Дарко Танасковић, Орден Светог Саве уручен 21. марта 2019. од стране Његове светости патријарха Иринеја.[34]
- Илијас Илијадис, Орден Светог Саве уручен 1. априла 2019. од стране Његове светости патријарха Иринеја.[35]
- Александар Чепурин, Орден Светог Саве уручен 25. јуна 2019. од стране Његове светости патријарха Иринеја.[36]
- Недељко Лунић, Орден Светог Саве 2. реда уручио му је 28. јула 2019. епископ Лонгин.[37]
- Александар Вучић, Орден Светог Саве 1. реда уручио му је 8. октобра 2019. патријарх српски Иринеј.[4][38][39]
- Момир Крсмановић, Орден Светог Саве 2. реда уручио му је 22. октобра 2019. патријарх српски Иринеј.[40]
- Владан Вукосављевић, Орден Светог Саве 2. реда уручио му је 3. октобра 2020. патријарх српски Иринеј.[41]
- Драган Марковић, Орден Светог Саве 1. реда уручио му је 11. јуна 2016. патријарх српски Иринеј.[42]
- Надежда Басара, Орден Светог Саве 2. реда уручен јој је 29. маја 2021. године од стране патријарха Порфирија.[43]
- Милорад Вучелић, Орден Светог Саве 2. реда уручен му је 7. октобра 2021. године од стране патријарха Порфирија.[44]
- 63. падобранска бригада, Орден Светог Саве 2. реда уручен им је 14. октобра 2021. године од стране епископа нишког Арсенија.[45]
- патријарх српски Иринеј, Орден Светог Саве 1. реда уручен му је 8. октобра 2019.[4][38][39]
- Гимназија ,,Вељко Петровић" Сомбор, Орден Светог Саве 1. реда уручен 4. новембра 2022. године, поводом 150 годишњице установе, од стране патријарха српског господина Порфирија.
- Кристоф Шенборн, Орден Светог Саве 1. реда уручен му је 11. јуна 2023. године од стране патријарха Порфирија.[46]
- Светлана Луганска, 2008. године